# Grenzstreit zwischen Somaliland und Puntland

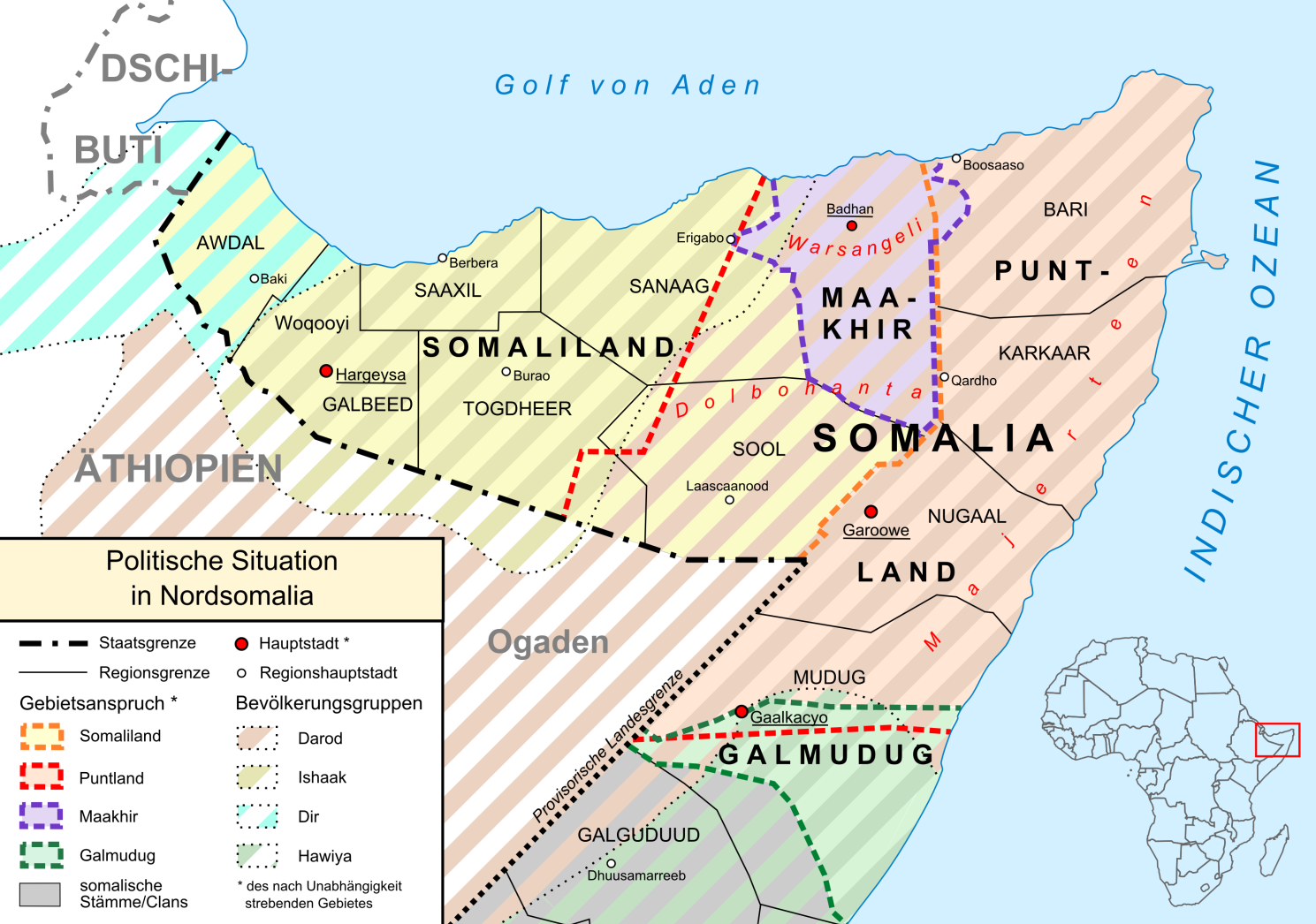
Karte von Nordsomalia mit Clans, Verwaltungsregionen und Gebietsansprüchen

Der Grenzstreit zwischen Somaliland und Puntland ist der Streit um die Verwaltungsregionen Sool und Sanaag sowie den östlichsten Teil der Region Togdheer, welcher auch als Ayn (Cayn) bezeichnet wird.
Diese auch als „SSC-Regionen“ zusammengefassten Gebiete werden sowohl von Somaliland, das seit 1991 de facto von Somalia unabhängig ist, als auch von Puntland, das seit 1998 ein faktisch autonomer Staat innerhalb Somalias ist, beansprucht. Dabei stützt Somaliland seinen Anspruch auf den Grenzverlauf des Protektorats Britisch-Somaliland, Puntland auf die Clanzugehörigkeit der Bewohner. Seit 2002 verschärfte sich der Konflikt, und es kam mehrfach auch zu militärischen Konfrontationen. Rechtlich gehört das umstrittene Gebiet weiterhin zu Somalia, da weder Somaliland noch Puntland international anerkannt wurden.
Die Loyalität der Bevölkerung im umstrittenen Gebiet ist zwischen Somaliland und Puntland geteilt. Ein Teil der Bevölkerung lehnt sowohl Puntland als auch Somaliland ab und bevorzugt eine regionale Eigenständigkeit innerhalb eines wieder geeinten Gesamtsomalia. So wurde 2007 in Sanaag der Staat Maakhir ausgerufen, 2008 folgte die Proklamation des Northland State und 2012 Khaatumo.

## Hintergrund und Vorgeschichte
Das von dem Grenzstreit betroffene Gebiet ist überwiegend ländlich geprägt und dünn besiedelt. Die mehrheitlich von nomadischer Viehzucht lebenden Bewohner gehören dem Somali-Clan der Harti-Darod an, genauer: dessen Unterclans der Reer-Darwiish und Warsangeli. Zur Harti-Darod-Gruppe gehören auch die Majerteen in den östlich angrenzenden Gebieten, die 1998 Puntland bildeten:
- Darod
  - Harti
    - Warsangeli
    - Reer-Darwiish
    - Majerteen

  - weitere Clans.

Der nördliche Teil Somalias mitsamt den Warsangeli- und Reer-Darwiish-Gebieten wurde Ende des 19. Jahrhunderts als Britisch-Somaliland von Großbritannien kolonialisiert, der Süden und Osten einschließlich der Majerteen-Gebiete dagegen von Italien als Italienisch-Somaliland. Innerhalb Britisch-Somalilands bildeten Warsangeli und Reer-Darwiish eine Minderheit gegenüber den Isaaq als große Mehrheit in der Mitte des Landes und den Dir im Westen. 1960 wurden Britisch- und Italienisch-Somaliland unabhängig und vereinigten sich zu Somalia.
1969 übernahm Siad Barre durch einen Militärputsch die Macht in Somalia und errichtete eine autoritäre Regierung. Diese stützte sich vor allem auf die sogenannte „MOD-Allianz“ aus seinem eigenen Clan der Marehan-Darod, aus dem Ogadeni-Darod-Clan seiner Mutter und den Dolbohanta-Harti-Darod. Andere Clans, darunter die Isaaq, fühlten sich unter seiner Regierung marginalisiert und unterdrückt. Ab 1981 führte die von den Isaaq dominierte SNM in Nordsomalia einen bewaffneten Kampf gegen die Regierung. Die Dolbohanta als Verbündete der Barre-Regierung beteiligten sich zum Teil an der Bekämpfung der SNM und begingen dabei vor allem 1988 Menschenrechtsverletzungen an der Isaaq-Bevölkerung. Dies belastet das Verhältnis zwischen Isaaq und Dolbohanta bis heute. Dabei sind die Beziehungen zwischen Isaaq und Harti-Darod komplex, da sie auf einer niedrigeren Ebene von Unterclans geregelt sind. So haben manche Dolbohanta-Unterclans zu den Isaaq engere Beziehungen als zu den Majerteen.
Dass in dem Gebiet Erdölvorkommen vermutet werden, erhöht das Konfliktpotenzial.

### Nach der Unabhängigkeitserklärung Somalilands
Nach dem Sturz Barres und der darauffolgenden Eskalation des somalischen Bürgerkrieges in Südsomalia initiierte die SNM einen Versöhnungsprozess der verschiedenen Clans in Nordsomalia. Auf einer Versammlung von Clan-Ältesten unter Federführung der SNM in Burao wurde 1991 die Unabhängigkeit von Somaliland auf dem Gebiet des früheren Britisch-Somaliland erklärt. Auch Vertreter der Warsangeli und Dolbohanta waren an dieser Versammlung anwesend und unterstützten, ebenso wie weite Teile der Bevölkerung, die Unabhängigkeitserklärung.
Dies änderte sich, da sich die Warsangeli und Dolbohanta innerhalb Somalilands zusehends gegenüber den Isaaq sowie Dir marginalisiert fühlten. Sie fühlten sich insbesondere übergangen, als 1997 entgegen ihrer Erwartung nicht jemand aus ihren Reihen, sondern mit Dahir Riyale Kahin erneut ein Dir das Amt des Vizepräsidenten von Somaliland erhielt. Wenig später wies Präsident Egal zudem eine Liste von Kandidaten zurück, die ein Dolbohanta-Führer als Vertreter seines Clans für Parlament und Regierung vorschlug.
Als 1998 unter Führung der Majerteen Puntland als autonomer Teilstaat der Harti-Darod innerhalb Somalias ausgerufen wurde, unterstützte ein Teil der Harti im Grenzgebiet Somalilands daher Puntland. Auch wirtschaftlich orientierten sich diese Harti zunehmend nach der nahegelegenen, prosperierenden Hafenstadt Boosaaso in Puntlands Gebiet und weniger nach Hargeysa und Berbera weiter westlich in Somaliland. Mit der Bildung des Transitional National Government als international anerkannte Übergangsregierung Somalias im Jahr 2000 wandte sich zudem ein Teil der Bevölkerung des Gebietes dieser neuen Regierung zu. Mit Ali Khalif Galaid wurde ein Dolbohanta aus Sool, der als Vertreter seines Clans bei der Unabhängigkeitserklärung Somalilands dabei gewesen war, erster Premierminister der Übergangsregierung. Dieser Schritt wurde von Puntland wie Somaliland als Provokation wahrgenommen.
2001 wurde in Somaliland ein Verfassungsreferendum durchgeführt, in dem nach offiziellen Angaben mit 1,18 Mio. mehr als zwei Drittel der Stimmberechtigten teilnahmen und von diesen 97,9 % die Verfassung Somalilands annahmen. Etliche Beobachter bezweifelten, ob Stimmbeteiligung und Ja-Stimmen-Anteil wirklich derart hoch waren, gingen jedoch allgemein davon aus, dass die Mehrheit der Bevölkerung die Verfassung und damit indirekt auch die Unabhängigkeit tatsächlich unterstützte. Dabei lag die Beteiligung etwa im Distrikt Las Anod im umstrittenen Gebiet Sool mit 31 % bedeutend tiefer. Beobachter äußerten die Vermutung, dass diejenigen, die nicht abstimmten, auf diese Weise ihre Ablehnung gegen Somaliland und/oder gegen Präsident Egal kundtaten.

## Konflikt ab 2002
Der Konflikt zwischen Somaliland und Puntland spitzte sich 2002 zu, als in Somaliland Kommunalwahlen vorbereitet wurden. Puntland lehnte die Durchführung dieser Wahlen in den von ihm ebenfalls beanspruchten Gebieten ab. Als Somalilands Präsident Dahir Riyale Kahin zehn Tage vor dem Wahltermin die Stadt Las Anod in Sool besuchte, wurde er von zu Puntland loyalen Kräften angegriffen, woraufhin die Wahl in vier Distrikten von Sool und Sanaag aus Sicherheitsgründen „verschoben“ wurde. Als Folge davon gibt es in diesen Gebieten keine zu Somaliland loyalen Verwaltungsstrukturen.
Nach diesen Ereignissen weitete Puntland seine Kontrolle auf Sool und bis auf Dolbohanta-Gebiete um Buhoodle in Togdheer aus, die als neue Region Ayn (somalische Alternativschreibung: Cayn) beansprucht wurden. Beobachter vermuteten, dass Puntlands Präsident Abdullahi Yusuf Ahmed mit diesem verstärkten Vorgehen seine Chancen verbessern wollte, nach weiteren gesamtsomalischen Friedensverhandlungen neuer Präsident der Übergangsregierung zu werden. Dieses Ziel erreichte er 2004.
In Somaliland wurde Präsident Riyale derweil kritisiert, weil er nach Ansicht mancher nicht stark genug gegen die „Provokation“ Puntlands vorging. Ende 2003 kam es zu Zusammenstößen zwischen Somaliland und Puntland. Nach der Wahl Abdullahi Yusuf Ahmeds zum Präsidenten Somalias kam es im Oktober 2004 zu schweren Kämpfen in der Umgebung von Las Anod, bei denen über 100 Menschen umkamen. Im April 2007 gab es Konflikte in Sanaag.
Am 15. Oktober 2007 eroberten die Streitkräfte von Somaliland nach schweren Kämpfen Las Anod wieder. Schätzungsweise 20.000 Bewohner wurden durch die Kämpfe teils nach Somaliland, teils nach Puntland vertrieben. Hintergrund war der Wechsel des Dolbohanta-Politikers Ahmed Abdi Habsade von der Seite Puntlands auf diejenige Somalilands. Beim anschließenden Besuch somaliländischer Minister gab es Proteste von Teilen der Bevölkerung. Der lokale Radiosender Radio Las Anod wurde geschlossen, da in Somaliland keine einheimischen Radiosender außer dem staatlichen Radio Hargeysa erlaubt sind.
Ende 2007 bekräftigte der Präsident Somalilands, das gesamte beanspruchte Gebiet einnehmen zu wollen.
Im Juli 2008 drangen Truppen Somalilands zwischenzeitlich in den Küstenort Laasqorey in Sanaag vor, vordergründig um entführte Deutsche zu befreien, die angeblich dort von Piraten festgehalten wurden. Puntland hatte zuvor auf Bitten von Clan-Ältesten, die in neutralem Rahmen Verhandlungen führen wollten, seine Truppen aus Laasqorey abgezogen. Die somaliländischen Truppen zogen sich später wieder zurück. Der Konflikt zwischen Somaliland und Puntland geht im Kern um die Zukunft des somalischen Staates. Während Somaliland auf Eigenstaatlichkeit und somit dem Ende Somalias in den Grenzen von 1990 besteht, bemüht sich Puntland um die Wiederherstellung eines vereinigten, aber föderalen Somalias.

### Maakhir und Northland State
Die Bevölkerung der umstrittenen Regionen unterstützt zum Teil Puntland und zum Teil Somaliland. Hier und in Awdal existiert eine Organisation Awdal Sool and Sanaag Coalition Against Secession ASSCAS, die die Unabhängigkeitserklärung Somalilands ablehnt. In den umstrittenen Grenzregionen besteht eine weitere Organisation Northern Somali Unionist Movement (NSUM), die Somaliland ebenfalls ablehnt.
Ein Teil der betroffenen Bevölkerung lehnt sowohl Puntland als auch Somaliland ab, da beide Gebilde das Gebiet vor allem als militärische Front betrachteten und wenig in seine Entwicklung investierten. Sie bevorzugen stattdessen eine regionale Selbstverwaltung im Rahmen eines (zukünftig) wiedervereinigten Somalia. Am 1. Juli 2007 riefen Warsangeli-Darod in Sanaag unter Berufung auf ihr historisches Sultanat ihren eigenen Maakhir-Staat aus und erklärten sich als autonomer Teilstaat innerhalb Somalias von Puntland wie Somaliland für unabhängig. 2008 erklärten Dolbohanta in ähnlicher Weise die Gründung des Northland State.
Nach der Präsidentenwahl 2009 in Puntland konnten Maakhir und die neue puntländische Regierung ihre Differenzen beilegen und es kam zum Anschluss Maakhirs an das östliche Land. Auch der Northland State scheint wieder in Puntland aufgegangen zu sein, hierzu gibt es aber keine verlässliche Quelle. Trotzdem scheint Puntland nicht die gesamte Sanaag-Region zu kontrollieren. Im Juli 2013 liefen 500 lokale Kämpfer im Süden der Region zu den somaliländischen Kräften über. Clan-Älteste hatten den Deal mit der Armee Somalilands arrangiert, um gemeinsam für Sicherheit zu sorgen, statt einander zu bekämpfen.
2012 rief das NSUM den Staat Khaatumo aus, der aktuell den Süden Sools kontrolliert. Die Hauptstadt des Staates ist Taleh.
2014 drangen Truppen Somalilands mehrmals in umstrittene Gebiete vor, so im April nach Taleh und im Juni nach Hingalol.